# Karteileiche
Als Karteileiche (in Dateien und Datenbanken auch Datenbankleiche) bezeichnet man umgangssprachlich die Daten zu einer Person, einer Sache oder einem Sachverhalt, die in Karteien, Listen, Statistiken und dergleichen weitergeführt werden, obwohl ein Grund für ihre Aufnahme in die jeweilige Zusammenstellung nicht oder nicht mehr besteht. Laut Duden wird der Begriff scherzhaft für eine Karteikarte verwendet, „deren Stichwort keiner wirklichen Person oder Sache, keinem tatsächlichen Vorgang mehr entspricht“, sowie für ein „registriertes, aber nicht aktives Mitglied einer Organisation“.
Unter einer Karteileiche versteht man somit einen inaktiven Fall oder Verwaltungsvorgang, der nicht (mehr) den tatsächlichen Gegebenheiten entspricht und gegebenenfalls zu einer Verfälschung der Validität von Statistiken beiträgt. Neben mangelnder Sorgfalt bei der Verwaltung von Datenbeständen kann ein weiterer Grund für das Weiterführen solcher Fälle beispielsweise auch in der Absicht liegen, finanzielle Zuwendungen zu erhöhen, die anhand der Bestandsgröße berechnet werden, zum Beispiel pro Kopf (etwa als Zuschuss je Einwohner einer Stadt oder je Mitglied eines Vereins).
In der Literatur wurde das Thema Karteileiche von Nikolaj Gogol in seinem Roman Die toten Seelen aufgegriffen.